# Žiga Zatežič
Žiga Zatežič (Novo Mesto, 20 dicembre 1995) è un ex cestista sloveno.

## Palmarès
- Campionato sloveno: 1

Krka Novo mesto: 2013-14
- Coppa di Slovenia: 2

Krka Novo mesto: 2014, 2015